# ビセンテ・ゲレロ
ビセンテ・ラモン・ゲレロ・サルダーニャ（スペイン語: Vicente Ramón Guerrero Saldaña, 1782年8月10日 - 1831年2月14日）は、メキシコの軍人、政治家。第2代メキシコ大統領（1829年4月1日 - 12月17日）。本名はビセンテ・ラモン・ゲレロ・サルダーニャ（Vicente Ramón Guerrero Saldaña）。

## 生涯
1782年8月10日に、ティシュトラ（Tixtla）で生まれた。クリオーリョであるものの、先祖に黒人がいたとされている。育った家は、比較的裕福な家庭であった。父親のファン・ペドロ・ゲレロ（Juan Pedro Guerro）は、スペインによるメキシコ統治を支持していた。後に、メキシコ独立派の考えを示したビセンテに対して、父ペドロは剣を取り出したと言われている。
1810年9月16日勃発のメキシコ独立革命では、ビセンテ・ゲレロは、最初は武器製造にかかわっていたが、11月よりホセ・マリア・モレーロスの隊にて参戦した。革命軍本体は、1811年3月に大敗北となり、首謀者のミゲル・イダルゴが8月に処刑されるが、メキシコ南部では革命軍の一部が残存していた。1812年2月のイスカルの戦闘で大活躍したビセンテ・ゲレロは、11月の革命勢力によるオアハカ解放が達成された際、中佐になる。その後、革命軍は、一旦はメキシコ南部の大部分の解放を実現し、アパチンガン憲法を制定させるにいたるが、1814年に、スペイン帝国がナポレオン戦争終結を受けて、メキシコに追加派兵し、革命軍側が敗北を喫することとなり、1815年11月にモレーロス将軍が逮捕され12月に処刑となる。しかし、ビセンテ・ゲレロは、後に初代メキシコ大統領となるグアダルーペ・ビクトリアの部隊に合流し、司令官の一員として反乱軍を指揮して、歴戦に勝利する。スペイン帝国の鎮圧軍側だったアグスティン・デ・イトゥルビデを、味方につけてお互い合流することとなった。イトゥルビデ将軍は、メキシコはスペインから独立すべきものと考え、かつ白人・メスティーソ・先住民が平等であることは認めたものの、君主制で達成されると考えていた。1821年9月27日に、イトゥルビデ将軍を皇帝「アグスティン1世」としたメキシコ帝国の独立が、スペインによって承認される。
1822年12月に君主制廃止共和制実現を内容とするカサ・マタ綱領（Plan de casa mata）が、ビクトリア将軍とアントニオ・ロペス・デ・サンタ・アナによって作成され、1823年2月にビセンテ・ゲレロがこれに加わり、大した戦闘状態も起こらずに、3月29日のイトゥルビデの皇帝の退位とイタリアへの出国を勝ち得ることとなった。そのときより、共和制のメキシコが実現したが、元皇帝が1824年7月15日に、メキシコに再上陸したものの逮捕され、処刑される。10月10日に、グアダルーペ・ビクトリアがメキシコ大統領に就任する。
グアダルーペ・ビクトリアの次の大統領の選挙が1828年に行われ、ビセンテ・ゲレロも出馬するが、マヌエル・ゴメス・ペドラサ（Manuel Gómez Pedraza）が勝利する。同年末、アントニオ・ロペス・デ・サンタ・アナとビセンテ・ゲレロとクーデターを起こし、12月3日にペドロサ自ら選挙の無効を認め出国する。1829年4月1日、ビセンテ・ゲレロがメキシコ大統領に就任する。
ゲレロ将軍の大統領就任後、9月15日メキシコ国内におけるすみやかな奴隷制の廃止と奴隷の解放が宣言される。しかし、彼の大統領就任期間は9ヶ月もなかった。副大統領職にあったアナスタシオ・ブスタマンテが突然12月4日に反乱を起こす。鎮圧のために首都を離れたすきに、首都を制圧したブスタマンテ側より、12月17日にゲレロ大統領の解職が宣言される。1830年1月1日、ブスタマンテがメキシコ大統領に就任する。
ゲレロは、復権を図ったが、1831年1月15日に、昼食会招待のわなにかかり逮捕され、収賄罪の裁判で死刑が言い渡され、1831年2月14日銃殺刑に処せられた。
死後は、1833年のサンタアナ大統領就任などで盛り返した共和派によって、名誉回復されている。現在のメキシコでも、「歴史上の人物」として有名であり英雄視されている。メキシコの州名のゲレーロ州は、彼にちなんでつけられたものである。